# La Chapelle-Achard
La Chapelle-Achard foi uma comuna francesa na região administrativa da Pays de la Loire, no departamento de Vendéia. Estendia-se por uma área de 21,57 km². Em 2010 a comuna tinha 1 745 habitantes (densidade: 80,9 hab./km²).
Em 1 de janeiro de 2017, passou a formar parte da nova comuna de Les Achards.